# Mountain Pleasure Horse
Le Mountain Pleasure Horse est une race de chevaux d'allures développée dans les Appalaches, dans l'Est du Kentucky, aux États-Unis. Cette race reflète le type de cheval primitif des Appalaches. Les tests génétiques montrent qu'elle partage l'ascendance des races développées auparavant dans cette région, dont l'American Saddlebred, le Tennessee Walker et le Rocky Mountain Horse. Certaines lignées de Mountain Pleasure Horse sont traçables sur plus de 180 ans.
La Mountain Pleasure Horse Association est créée en 1989 dans le but de préserver ces lignées et d'encourager l'élevage du Mountain Pleasure Horse. La MPHA a été la première association de races de chevaux de montagne à exiger un typage sanguin pour son cheptel fondateur et pour tous les chevaux présentés ultérieurement à l'enregistrement afin de permettre une identification absolue de la filiation. Des tests ADN ont depuis remplacé le typage sanguin comme preuve de filiation.

## Histoire
D'après l'association de race, les Mountain Pleasure Horse sont les descendants des chevaux ibériques à allures douces qui sont arrivés dans le Kentucky et dans le Tennessee durant les années 1830 et 1840. De petits et robustes Hobbies, des poneys d'allures des Îles Britanniques, ont été utilisés pour développer le Narragansett Pacer américain. Élevé dans les colonies de la Nouvelle-Angleterre au XVIIe siècle, le Narragansett était un cheval ambleur rapide élevé pour les courses. Ils ont également pratiqué un amble doux, parfois appelé single-footed trot (« trot à un pied »), ce qui en a fait des montures idéales pour voyager entre les colonies peu peuplées, en particulier sur un terrain accidenté. Le Narragansett Pacer a disparu des colonies de Nouvelle-Angleterre au début des années 1800 et la souche de race pure de la race a lentement été perdue à cause du croisement. De petites populations ont continué à prospérer dans les régions des Appalaches où elles étaient appréciées pour leurs allures douces, leur rusticité et leurs dispositions agréables,. La race Narragansett ne s'est éteinte complètement que lorsque la dernière jument connue est décédée en 1880. 

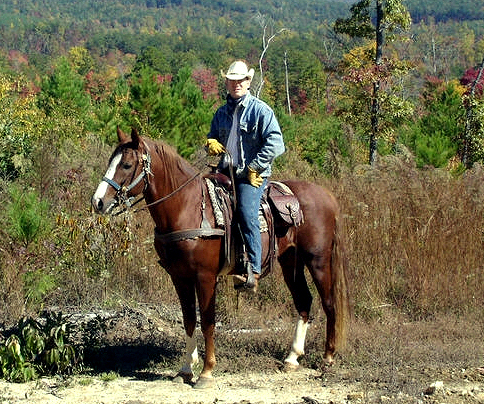
Un Mountain Pleasure Horse sous la selle.

Dans l'est du Kentucky, les descendants de ces chevaux étaient appelés « chevaux de selle » ou « chevaux de montagne ». Ils doivent être capables de travailler les champs ou de transporter un cavalier confortablement, selon ce qui est nécessaire. Alors que la topographie accidentée isole les Appalaches, elle n'empêche pas le courrier d'être livré ou les vendeurs de faire leurs tournées, s'appuyant sur leurs « vieux chevaux de montagne » pour le transport. Bien que l'histoire formelle soit limitée, les personnes dont les familles élèvent ces chevaux depuis plusieurs générations peuvent souvent fournir des noms et des dates remontant au début du XIXe siècle. Avec une attention particulière accordée aux qualités qui font un excellent cheval de selle, les juments ont été accouplées au meilleur étalon de la même branche. Ces étalons étaient souvent désignés par le nom de la famille qui les élèvent : « Coffey's Major », « Cable's Rex », « Little's Silver », « Jasper Jones Bucky ». Peu de gens tenaient des registres officiels d'élevage, mais ils oubliaient rarement d'où venaient leurs chevaux.
Du début des années 1900 jusqu'aux années 1940, les éleveurs impliqués dans le développement du Tennessee Walker ont fait des voyages réguliers dans l'est du Kentucky pour trouver des juments élancées à mettre à la reproduction avec leurs étalons fondateurs. Ces juments de qualité ont grandement contribué à la race du Tennessee Walker.

### Création de la Mountain Pleasure Horse Association

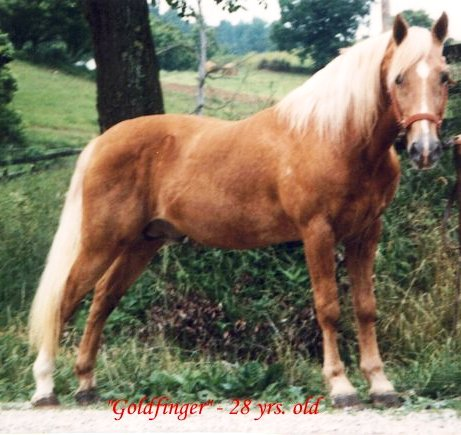
Un étalon fondateur Mountain Pleasure Horse.

En 1989, un groupe d'éleveurs du Kentucky fait scission de l'association du Rocky Mountain Horse et décide de former sa propre association de race. Mountain Pleasure Horse a été choisi comme nom pour la race. Le samedi, lors des « Journées de certification », les propriétaires amènent leurs anciens chevaux de montagne pour qu'ils soient présentés devant un jury d'examinateurs. Le cheptel fondateur a été sélectionné et les pedigrees connus ont été enregistrés. Du sang a été prélevé et envoyé à l'Université du Kentucky pour commencer le processus de preuve de filiation de tous les chevaux enregistrés. Ainsi, le Mountain Pleasure Horse est devenu une race. Les registres des étalons MPHA ont été fermés en 1991 avec 100 étalons enregistrés. Les registres des juments de la MPHA ont été fermés l'année suivante avec 400 juments inscrites. 
Le 29 septembre 1994, Brereton C. Jones (en), gouverneur du Commonwealth du Kentucky, a publié une proclamation reconnaissant l'importance du Mountain Pleasure Horse. Dans cette proclamation, Jones a reconnu que les éleveurs de l'est du Kentucky avaient développé une race de chevaux unique connue pour son caractère doux, sa démarche douce, son éthique de travail et son pied sûr. Il a noté que ces chevaux avaient été élevés pendant 160 années traçables et que des recherches menées par l'Université du Kentucky ont révélé qu'ils sont les ancêtres autres races de chevaux d'allures américaines.
De 1994 à 2009, les livres de la MPHA restent fermés aux chevaux extérieurs. En mars 2009, le conseil d'administration de la MPHA a ouvert les livres pour permettre aux chevaux d'appendice et aux « étalons de montagne exceptionnels » d'être enregistrés dans certaines circonstances. L'objectif déclaré était d'augmenter le nombre de chevaux reproducteurs au sein du registre. En 2014, les membres du conseil d'administration de la MPHA ont estimé que le programme des annexes avait entraîné des conséquences négatives.
Toujours en 2014, le conseil d'administration de la MPHA a séparé le registre en deux divisions : race pure et annexe. Les chevaux de l'annexe continueraient à se qualifier pour participer à tous les événements de la MPHA. La progéniture des chevaux de l'annexe continuerait d'être inscrite dans le registre de l'annexe, mais seuls les chevaux descendants du stock de base d'origine seraient inclus dans la section des races pures du registre.
Avec l'identification spécifique de l'appendice et des chevaux de race pure dans le registre, la MPHA s'est de nouveau qualifiée pour le financement du Kentucky Horse Breeders Incentive Fund (KBIF). La MPHA a annoncé un plan de distribution des récompenses pour les éleveurs durant les années 2015-2017. Grâce à ce programme, les chevaux de pure race Mountain Pleasure Horse peuvent gagner des points en participant à des compétitions ou des défis de saut d'obstacles affiliés à l'ACTHA (American Competitive Trail Horse Association) ou à la MPHA (Mountain Pleasure Horse Association) dans le Kentucky et dans tous les États-Unis.

## Description

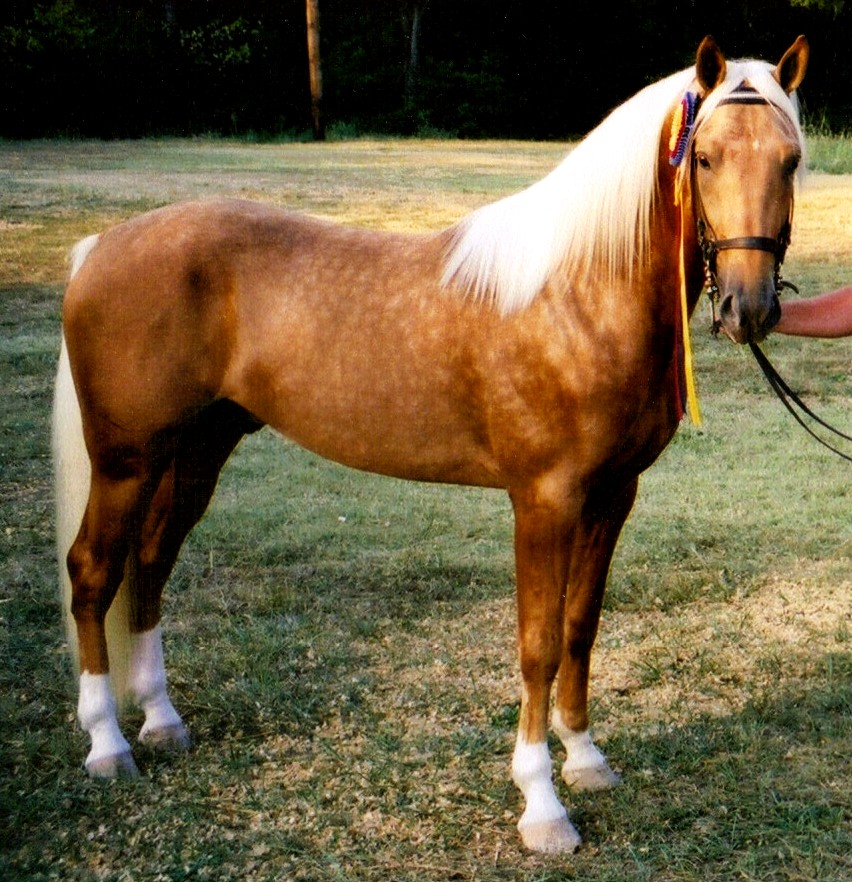
Un étalon de race Mountain Pleasure Horse.

Ce cheval est facilement confondu avec le plus connu Rocky Mountain Horse, et avec le Kentucky Mountain Saddle Horse, ce qui pose la question de l'existence même de cette race. Il est de taille moyenne, mesurant 1,47 à 1,57 m. 
La tête est de taille moyenne, proportionnée au corps, avec un profil rectiligne (ni concave, ni convexe). L'encolure est de taille moyenne et de forme arquée. 
L'épaule doit être allongée, l'idéal étant un angle de 45 degrés, ce qui permet au cheval de s'élancer dans une foulée tendue. Des membres postérieurs forts et correctement angulés permettent de donner de l'impulsion dans toutes les allures et aussi de se déplacer sur des terrains accidentés ou escarpés. 

### Robe
Le Mountain Pleasure Horse peut arbore une grande variété de robes non-tachetées, telles que le gris et le rouan. La robe de base peut être baie, noire, ou alezane. Le chocolat, robe typique du Rocky Mountain, est plus rare chez les Mountain Pleasure. Le gène crème se rencontre, donnant des sujets palomino. Le Mountain Pleasure Horse peut être sujet aux anomalies oculaires congénitales, comme tous les chevaux présentant le gène Silver.

### Tempérament et allures
La race est destinée à être un cheval de famille doux, au tempérament calme, sensible et intelligent. 
L'allure à vitesse intermédiaire de cette race est un amble rompu à quatre temps régulièrement espacés avec une vitesse d'avancement et une extension modérées, sans action exagérée des genoux et des jarrets. Le racking d'un Mountain Pleasure Horse est très doux. Les poulains Mountain Pleasure Horse sont réputés pour leur capacité innée à se déplacer à cette allure durant les heures qui suivent leur naissance.

### Génétique
Le généticien Ernest "Gus" Cothran, lorsqu'il travaillait pour l'Université du Kentucky, a développé un graphique montrant la progression des races de chevaux telle que déterminée par le typage sanguin. Les marqueurs sanguins ont montré que le Mountain Pleasure Horse est apparenté au Rocky Mountain Horse, au Saddlebred et au Tennessee Walker. Les méthodes modernes de tests génétiques confirment ces résultats.
La principale différence entre le Rocky Mountain Horse et le Mountain Pleasure Horse provient du fait que l'étalon fondateur du Rocky, Old Tobe, n'a eu qu'une influence très limitée sur le Mountain Pleasure Horse, à hauteur d'environ 17 % des lignées,.

## Diffusion de l'élevage

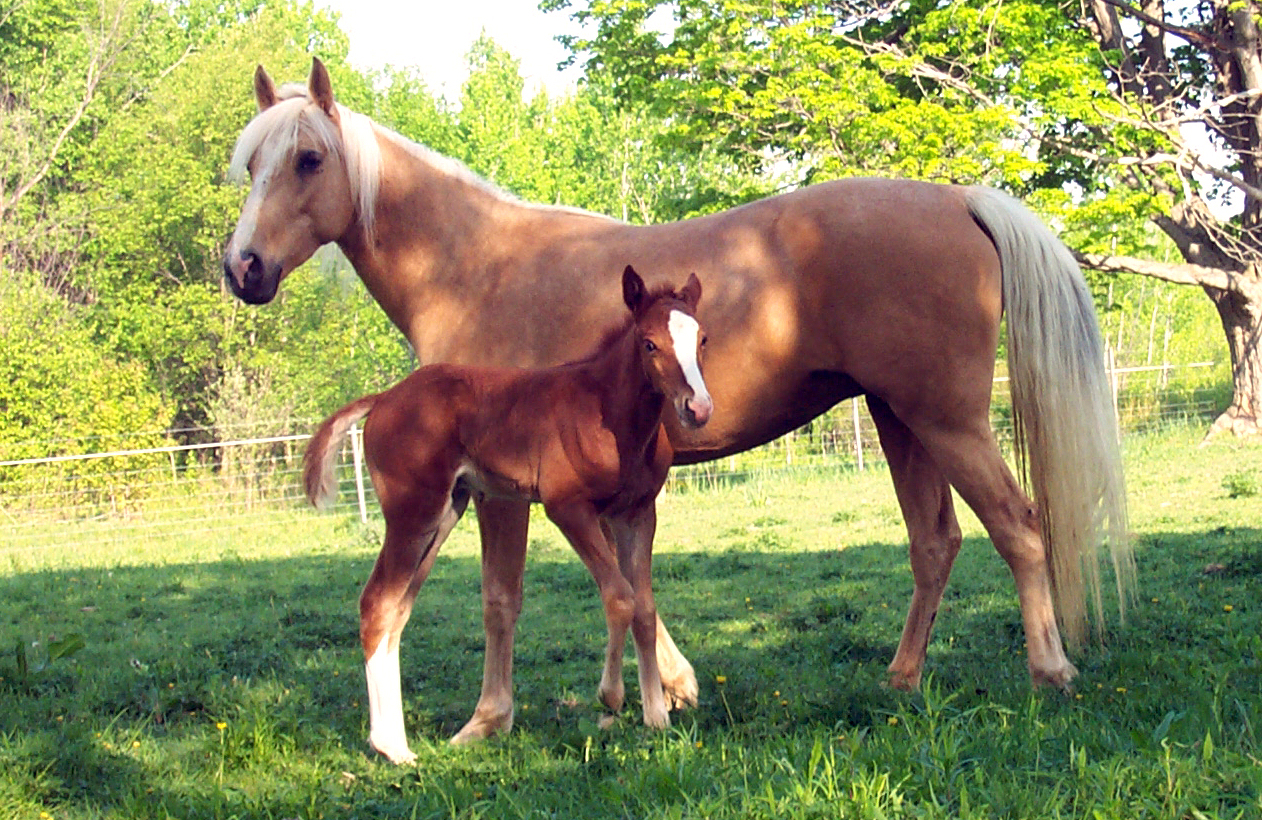
Jument et poulain de race Mountain Pleasure Horse.

En 2001, le registre généalogique du Mountain Pleasure Horse compte plus de 1 800 sujets, mais bon nombre de ces chevaux sont enregistrés à la fois comme Mountain Pleasure Horse et comme Rocky Mountain Horse. Il est également fréquent de rencontrer le double enregistrement avec le registre du Kentucky Mountain Saddle Horse.
En raison du petit nombre de Mountain Pleasure Horse, Equus Survival Trust a placé cette race sur sa liste de surveillance, avec son statut répertorié comme « critique ».

## Dans la culture
Les chevaux de robe palomino étaient très recherchés au début du XXe siècle, et d'après le Favorite Gait Magazine, plusieurs ont été vendus à un courtier en chevaux qui a acheté des animaux pour Roy Rogers. Certains défenseurs du Mountain Pleasure Horse estiment ainsi que le célèbre cheval Trigger appartenait à cette race, ce que contestent d'autres sources.